# Ahî

Mappa dell'Anatolia all'inizio del XIV secolo

La Confraternita Ahi (in turco Ahî, plur. Ahîler), indicata anche come repubblica Ahi dagli storici moderni, fu una confraternita artigiana, una gilda e un beylik con sede nell'attuale Ankara nell'Anatolia del XIII e XIV secolo.

## Antefatti
Le popolazioni turche nomadi iniziarono a stabilirsi in Anatolia nella seconda metà dell'XI secolo, preferendo principalmente le zone rurali. Il governo selgiuchide, d'altra parte, incoraggiò coloro che preferivano una vita stanziale nelle città. Quando i Mongoli iniziarono ad occupare il Khorasan all'inizio del XIII secolo, gli abitanti si rifugiarono in Anatolia e il governo selgiuchide ne stanziò alcuni nelle città, contribuendo alla nascita di una classe di artigiani e mercanti musulmani in Anatolia.

## Nascita
Ahi Evran, il fondatore della confraternita, era un predicatore musulmano, giunto in Anatolia prima delle invasioni mongole nel Khorasan. Lavorò come commerciante di pelletteria a Kayseri e iniziò ad organizzare gli artigiani musulmani nelle città. Si trasferì a Konya e, dopo le invasioni mongole a Denizli e, infine, a Kırşehir dove morì.

## Ruolo politico
Dopo la Battaglia di Köse Dağ del 1243, i Selgiuchidi persero il loro potere in Anatolia, diventando vassalli degli Ilkhan Mongoli e varie tribù, o signori della guerra locali, stabilirono propri principati, ugualmente vassalli degli Ilkhanidi. Gli Ahi ad Ankara fecero lo stesso verso la fine del secolo (intorno al 1290). Tuttavia, il belicato Ahi, a differenza degli altri, non era governato da una dinastia. Si trattava di una confraternita religiosa e commerciale che, da alcuni, è stata romanticamente assimilata alle repubbliche mercantili dell'Europa medievale.

## Fine
Nel 1354, Ankara fu facilmente annessa da Orhan I al beilicato ottomano. Anche se gli Ahi cercarono di ripristinare la loro indipendenza dopo la morte di Orhan, nel 1362 Murat I pose fine al loro potere politico, facendoli diventare definitivamente parte dei possedimenti ottomani. Negli anni successivi, alcuni capi Ahi compaiono come burocrati ottomani.